# Wickie en de Schat van de Goden
Wickie en de Schat van de Goden is een Duitse film uit 2011, de tweede gebaseerd op de animatieserie Wickie de Viking en het vervolg op de eerste film uit 2009. De filmpremière in Nederland was op 23 mei 2012 en in België op 4 juli 2012.

## Verhaal
In dit tweede avontuur van Wickie de Viking wordt de Vikingleider Halvar, vader van Wickie, ontvoerd door de Vreselijke Sven. Halvar was op zoek naar een schat, waarvan hij de sleutel om zijn nek heeft. Wickie gaat op weg om zijn vader te bevrijden en de schat te zoeken.

## Rolverdeling
| Acteur                  | Personage           | Vlaamse Stem       | Nederlandse Stem   |
| ----------------------- | ------------------- | ------------------ | ------------------ |
| Jonas Hämmerle          | Wickie              | Thomas Van Goethem | Ralf Mackenbach    |
| Waldemar Kobus          | Halvar              | Vic De Wachter     | Ernst Daniël Smid  |
| Christian A. Koch       | Snorre              | Bart De Pauw       | Gerard Ekdom       |
| Nic Romm                | Tjure               | Tom Lenaerts       | Giel Beelen        |
| Olaf Krätke             | Urobe               |                    | Fred van der Hilst |
| Mike Maas               | Gorm                |                    | Guus Dam           |
| Patrick Reichel         | Ulme                |                    | Frans Bauer        |
| Jörg Moukaddam          | Faxe                |                    | Leo Richardson     |
| Valeria Eisenbart       | Svenja              |                    | Georgina Verbaan   |
| Hoang Dang-Vu           | Yogi                |                    | Soy Kroon          |
| Sanne Schnapp           | Ylva                | Anne Mie Gils      | Lucie de Lange     |
| Mercedes Jadea Diaz     | Ylvi                | Tara Hetharia      |                    |
| Günther Kaufmann        | Vreselijke Sven     |                    | Jack Wouterse      |
| Christoph Maria Herbist | Pokka               |                    | Hans Ligtvoet      |
| Eva Padberg             | Walkuren-Anfuhrerin |                    |                    |